# Anderson Said Arzuaga Padilla
Anderson Said Arzuaga Padilla (Astrea - 21 de enero de 1974) es un obispo colombiano de la Iglesia Católica Apostólica Brasileña, que actualmente se desempeña como Obispo de Barranquilla. Es teólogo y pedagogo; labora como docente.

## Biografía

### Primeros años y formación
Nació en Astrea (Cesar) , el 21 de enero de 1974. Hijo de don Said Arzuaga Nasser  y doña Victoria Padilla.
Realizó sus estudios secundarios en el Colegio Departamental de Algarrobo y el ciclo filosófico en el Seminario Católico Romano  “San José” de Santa Marta.
Obtuvo la Licenciatura en Teología de la Pontificia Universidad Javeriana de Bogotá; después adelantó una Especialización en Pedagogía Ambiental y una Maestría en Pedagogía Ambiental para el desarrollo sostenible, ambas en la Universidad Popular del Cesar. 

### Sacerdocio
Fue ordenado presbítero el 21 de agosto de 2006 para la Iglesia Católica Apostólica Nacional de Colombia en Comunión con la ICAB. En los años 2006 a 2018 se desempeñó como rector de Misión y párroco, así como vicario general.
Una vez creada la Diócesis de Barranquilla - ICAB, el 10 de julio de 2019, fue nombrado administrador diocesano.

### Episcopado
El Sagrado Concilio de la ICAB  lo nombra obispo de Barranquilla, el 13 de enero de 2022. Recibió la consagración episcopal de manos de Dom Ivan Dutra de Moraes, obispo de Belo Horizonte, el 14 de enero de 2022 y se posesionó como primer obispo de la diócesis el 23 de enero del mismo año.

## Linaje Episcopal
- Anderson Said Arzuaga Padilla (2022)
- Obispo Ivan Dutra de Moraes (1980)
- Obispo Luigi Mascolo † (1964)
- Obispo Antidio José Vargas † (1946)
- San Carlos de Brasil (1924) (Obispo Carlos Duarte Costa †)
- Sebastião ''Cardenal'' Leme da Silveira Cintra † (1911)
- Joaquim ''Cardenal'' Arcoverde de Albuquerque Cavalcanti † (1890)
- Mariano Cardenal Rampolla del Tindaro † (1882)
- Edward Henry ''Cardenal'' Howard de Norfolk † (1872)
- Carlo ''Cardenal'' Sacconi † (1851)
- Giacomo Filippo ''Cardenal'' Fransoni † (1822)
- Pietro Francesco ''Cardenal'' Galleffi † (1819)
- Alessandro ''Cardenal'' Mattei † (1777)
- Bernardino ''Cardenal'' Giraudi † (1767)
- Papa Clemente XIII (1743) (Carlo della Torre Rezzonico †)
- Papa Benedicto XIV (1724) (Próspero Lorenzo Lambertini †)
- Papa Benedicto XIII (1675) (Pietro Francesco Orsini de Gravina, O.P. †)
- Paluzzo Cardenal Paluzzi Altieri Degli Albertoni † (1666)
- Ulderico Cardenal Carpegna † (1630)
- Luigi Cardenal Caetani † (1622)
- Ludovico Cardenal Ludovisi † (1621)
- Arzobispo Galeazzo Sanvitale † (1604)
- Girolamo Cardenal Bernerio, O.P. † (1586)
- Giulio Antonio Cardenal Santorio † (1566)
- Scipione Cardenal Rebiba †